# So Emotional
"So Emotional" là một bài hát được sáng tác bởi Billy Steinberg và Tom Kelly, và được thu âm bởi ca sĩ người Mỹ Whitney Houston. Đây là đĩa đơn thứ 3 trích từ album phòng thu thứ hai của cô Whitney, và được phát hành vào tháng 10 năm 1987.
Về mặt thương mại, nó đạt vị trí thứ 5 ở Anh và hạng nhất trên bảng xếp hạng Billboard Hot 100, trở thành đĩa đơn thứ 6 liên tiếp của cô làm được điều này, giúp cô cân bằng kỷ lục với The Beatles và The Bee Gees cho Nghệ sĩ có nhiều đĩa đơn quán quân liên tiếp nhất, mà sau này cô cũng vượt qua họ. "So Emotional" trở thành bài hát bán chạy thứ sáu của năm và được chơi nhiều thứ 4 tại các câu lạc bộ; nó cũng là bản hit thành công của Houston trên Hot 100.
Không có một video ca nhạc chính thức nào cho "So Emotional", thay vào đó là một video ghi lại màn trình diễn của nữ ca sĩ trong chuyến lưu diễn Moment of Truth Tour (1987-1988) tại Sân vận động Stabler ở Bethlehem, Pennsylvania.

## Danh sách bài hát
- Đĩa 7" tại Mỹ

1. "So Emotional" – 3:46
2. "For the Love of You" – 4:29

- Đĩa 7" tại Anh quốc

1. "So Emotional" (remix chỉnh sửa) – 4:20
2. "For the Love of You" – 4:32

- Đĩa 7" tại Anh quốc

1. "So Emotional" (remix) – 7:51
2. "Didn't We Almost Have It All" (trực tiếp) – 6:28
3. "For the Love of You" – 4:32

## Xếp hạng
| Bảng xếp hạng (1987–1989)             | Vị trí cao nhất |
| ------------------------------------- | --------------- |
| Bỉ (Ultratop 50 Flanders)             | 18              |
| Canada (RPM 100 Singles)              | 9               |
| Finland (Suomen virallinen lista)     | 9               |
| Pháp (SNEP)                           | 21              |
| Ireland (IRMA)                        | 3               |
| Hà Lan (Single Top 100)               | 18              |
| New Zealand (Recorded Music NZ)       | 47              |
| Spain (AFYVE)                         | 15              |
| Thụy Sĩ (Schweizer Hitparade)         | 30              |
| UK (UK Singles Chart)                 | 5               |
| Hoa Kỳ Billboard Hot 100              | 1               |
| US Black Singles                      | 5               |
| Hoa Kỳ Adult Contemporary (Billboard) | 8               |
| Hoa Kỳ Dance Club Songs (Billboard)   | 1               |

| Bảng xếp hạng (1988)         | Vị trí |
| ---------------------------- | ------ |
| U.S. Billboard Hot 100       | 6      |
| U.S. Black Singles           | 46     |
| U.S. Dance/Club Play Singles | 4      |

## Chứng nhận
| Quốc gia                                                                           | Chứng nhận | Số đơn vị/doanh số chứng nhận |
| ---------------------------------------------------------------------------------- | ---------- | ----------------------------- |
| Anh Quốc (BPI)                                                                     | Bạc        | 250,000                       |
| Hoa Kỳ (RIAA)                                                                      | Vàng       | 500,000                       |
| * Chứng nhận dựa theo doanh số tiêu thụ. ^ Chứng nhận dựa theo doanh số nhập hàng. |            |                               |